# Lennart Hjulström
Lennart Hjalmar Hjulström (født 18. juli 1938, død 3. juli 2022) var en svensk skuespiller og instruktør, der medvirkede i mere end 50 film mellem 1965 og 2020. Han var gift med Gunilla Nyroos og var far til skuespilleren Niklas Hjulström.
Hjulström ligger begravet på Skogskyrkogården i Stockholm.

## Udvalgt filmografi
- Det ena du vill (tv-film, 1965)
- Gyllene år (tv-serie, 1975, også instruktør)
- Lära för livet (tv-serie, 1977)
- Bjerget på månens bagside (1983, instruktør)
- Strindberg - et liv (tv-serie, 1985)
- Mit liv som hund (1985)
- I lovens navn (1986)
- Det niende kompagni (1987)
- Artisten (kortfilm, 1987)
- Kodenavn: Coq Rouge (1989)
- Tre kärlekar (tv-serie, 1989-1991)
- Black Jack (1990)
- Oksen (1991)
- Den gode vilje (1992)
- Kejseren af Portugalien (tv-serie, 1992)
- The Young Indiana Jones Chronicles (tv-serie, 1993)
- Rusar i hans famn (1996, også instruktør)
- Et hjørne af paradis (1997)
- Beck (tv-serie, 1998)
- Nul tolerance (1999)
- Livvagterne (2001)
- Reparation (kortfilm, 2001)
- Taurus (tv-serie, 2002)
- Ondskab (2003)
- Den tredje bølge (2003)
- Wallander (tv-serie, 2006)
- Prædikanten (tv-film, 2007)
- Luftkastellet der blev sprængt (2009)
- Harry & Charles (tv-serie, 2009)
- Hamilton: I nationens interesse (2012)
- Hamilton 2 - Men ikke hvis det gælder din datter (2012)
- Dom over død mand (2012)
- Se upp för Jönssonligan (2020)